# Хадр Ель-Туні
Хадр Ель-Туні (15 березня 1915 — 22 вересня 1956) — єгипетський важкоатлет.
Олімпійський чемпіон 1936 року в категорії до 75 кг, учасник 1948 року.